# ジェフ・バリー (音楽家)
ジェフ・バリー（Jeff Barry、1938年4月3日 - ）は、アメリカ合衆国のソングライター、音楽プロデューサー。エリー・グレニッチとのコンビで1960年代を中心にヒット曲を数多く生み出した。代表曲はロネッツの「ビー・マイ・ベイビー」他。

## 経歴
ニューヨーク市ブルックリン区でユダヤ人の一家に生まれる。7歳のときに両親が離婚。彼の母親はバリーと娘を連れてニュージャージー州プレインフィールドに移り、数年後にまたニューヨークに戻った。エラスムス・ホール高校を卒業後、陸軍に入った。
1962年10月にエリー・グレニッチと結婚。1965年末の離婚後は散発ながらも共同作業を続ける。
2010年、ロックの殿堂入り。

## 主な作品
- クリスタルズ 「ハイ・ロン・ロン（英語版）」、「キッスでダウン」
- ザ・ロネッツ 「ビー・マイ・ベイビー」、「ベイビー・アイ・ラブ・ユー」、「アイ・キャン・ヒア・ミュージック」
- ディキシー・カップス 「愛のチャペル」
- シャングリラス 「リーダー・オブ・ザ・パック」
- マンフレッド・マン 「ドゥ・ワ・ディディ・ディディ（英語版）」
- トミー・ジェイムス&ザ・ションデルズ 「ハンキー・パンキー」
- アーチーズ「Sugar, Sugar（英語版）」
- オリビア・ニュートン＝ジョン 「愛の告白」